# Радиолокационная отражаемость

Вариации для радаров комплекса NEXRAD (1998 год)

Радиолокационная отражаемость — параметр, который используется в задачах радарной метеорологии для описания отражательных свойств единичного объёма среды, содержащей некоторое количество гидрометеоров. В ряде научных публикаций радиолокационная отражаемость фигурирует под термином «отражательная способность цели» или «множитель отражения».
С точки зрения микрофизики в хорошем приближении можно считать, что радиолокационная отражаемость определяется комплексным показателем преломления отражающих частиц, их распределеним по размерам и концентрацией в единичном объёме атмосферного воздуха. Известно, что при радиолокационном зондировании атмосферных осадков (облаков), отражаемость принимаемого радиолокационного сигнала зависит от интенсивности этих осадков (водности облачной среды), однако многочисленные экспериментальные исследования также указывают, что связь между измеренной отражаемостью и наблюдаемой интенсивностью осадков может сильно варьироваться в зависимости от типа воздушных масс и орографии района наблюдений.

## Определение и описание
Традиционно радиолокационная отражаемость обозначается символом {\displaystyle Z}, измеряется в мм6/м3 и выражается основным уравнением метеорадиолокации через излучаемую мощность {\displaystyle P_{r}} и расстояние до цели {\displaystyle r} в следующем виде:
 {\displaystyle Z=C_{r}r^{2}P_{r}} 
где {\displaystyle C_{r}} — радарная постоянная задействованной радиолокационной системы. Как правило, это выражение используется для оценки {\displaystyle Z} в разнообразных прикладных задачах метеорологической радиолокации.
В приближении рэлеевского рассеяния, то есть, когда рассеивающие частицы имеют размеры, значительно меньшие, чем длина волны падающего излучения, а их форма близка к сферической, радиолокационная отражаемость приобретает следующий вид:
 {\displaystyle Z={\frac {1}{V}}\sum _{i=1}^{N}{D_{i}^{6}}} 
где {\displaystyle V} — объём атмосферной среды, освещённый лучом радиолокатора, {\displaystyle D} — диаметр рассеивающих объектов в воздухе.
В этом выражении {\displaystyle Z} интерпретируется как средняя сумма всех диаметров частиц в единичном объёме, которые возведены в шестую степень. В целях удобства эта формула иногда переписывается в виде следующего интеграла от непрерывной функции плотности распределения капель в единице объёма:
 {\displaystyle Z=\int _{0}^{Dmax}N(D)D^{6}\mathrm {d} D} 
где {\displaystyle D} — диаметр рассеивающих частиц в атмосфере,
{\displaystyle N(D)} — распределение частиц по размерам.
Очевидно, что выражение для радиолокационной отражаемости {\displaystyle Z} крайне чувствительно к диаметру отражающих капель воды или кристаллов льда, так как эта величина входит в выражение для {\displaystyle Z} в шестой степени. Как следствие, рост размера капель в 2 раза приводит к увеличению мощности принимаемого сигнала в 64 раза или к восьмикратному росту дальности обнаружения. Полное количество капель в единичном объёме не может оказывать такого сильного эффекта на результирующий входной сигнал, как размер самых крупных из них, однако пренебрегать мелкими каплями не следует ввиду того, что их концентрация может превышать концентрацию крупных на семь или восемь порядков. Другим следствием этой закономерности является тот факт, что доплеровское зондирование смешанной облачности наиболее полно представляет информацию о ледяной фазе, так как ледяные кристаллы в смешанных облаках значительно крупнее присутствующих там водяных капель. Стало быть, вклад водной фазы в радиолокационную отражаемость оказывается пренебрежимо мал по сравнению с вкладом ледяных кристаллов.
Радиолокационная отражаемость {\displaystyle Z} связана с эффективной площадью рассеяния метеоцели {\displaystyle \eta } (на единицу объёма) следующим образом:
 {\displaystyle \eta ={\frac {\pi ^{5}}{\lambda ^{4}}}\left|K\right|^{2}Z} 
где {\displaystyle \lambda } — длина волны падающего излучения, {\displaystyle K={\frac {m^{2}-1}{m^{2}+2}}}, a {\displaystyle m} — комплексный показатель преломления рассеивающего объекта. Между радиолокационной отражаемостью метеоцели {\displaystyle Z} и её эффективной поверхностью рассеяния {\displaystyle \eta } принципиальной разницы нет, однако так исторически сложилось, что метеорологи предпочитают первое второму. Одной из причин такого положения вещей считается отсутствие в определении {\displaystyle Z} явной зависимости от длины волны, которую невозможно избежать в выражении для {\displaystyle \eta }.
Если приближение Рэлея неприменимо, то на основе эффективного сечения рассеяния {\displaystyle \eta } вводится понятие эквивалентной отражаемости метеоцели {\displaystyle Z_{e}}, которое имеет следующий вид:
 {\displaystyle Z_{e}={\frac {\lambda ^{4}\eta }{\pi ^{5}\left|K\right|^{2}}}} 
Так как значения радиолокационной отражаемости могут изменяться в широких пределах, то для измерения {\displaystyle Z} была введена логарифмическая шкала в дБZ:
 {\displaystyle dBZ=10lgZ} 
Значения радиолокационной отражаемости, выраженные в разных единицах измерения, связаны друг с другом следующим образом:
 {\displaystyle Z} (мм6/м3) = 1018 {\displaystyle Z}(м3) = 1012 {\displaystyle Z}(см3) 
Присутствие в атмосферном воздухе осадков проявляется в виде изменений радиолокационной отражаемости {\displaystyle Z} от 0 в условиях ясной погоды до 60 дБZ в районах сильного дождя или града. На основе обработки больших объёмов экспериментальных данных, интенсивность выпадающих осадков увязывается с радиолокационной отражаемостью сигнала посредством удобных параметризаций следующего вида:
 {\displaystyle Z=AS^{B}} 
где {\displaystyle Z} — радиолокационная отражаемость, выраженная в мм6/м3, {\displaystyle S} — интенсивность осадков, выраженная в мм/ч, a {\displaystyle A} и {\displaystyle B} являются эмпирическими коэффициентами. Сопоставление полученных закономерностей указывает, что их вид существенным образом зависит от выбора экспериментального материала. Анализ выражений для радиолокационной отражаемости показывает, что размах неопределённости при оценке интенсивности осадков на базе радарных данных может достигать трёх раз.